# Élections législatives de 1933 dans la ville libre de Dantzig
Les élections législatives de 1933 dans Ville libre de Dantzig (en allemand : Volkstagswahl in Danzig 1933) se tiennent le 28 mai 1933, afin d'élire les 72 députés du Volkstag.

## Résultats

### Voix et sièges
| Parti                             | Parti                             | Voix    | %     | Sièges | +/-           |
| --------------------------------- | --------------------------------- | ------- | ----- | ------ | ------------- |
|                                   | Parti national-socialiste         | 107 331 | 50,12 | 38     | 26            |
|                                   | Parti social-démocrate            | 37 882  | 17,69 | 13     | 6             |
|                                   | Zentrum                           | 31 336  | 14,63 | 10     | 1             |
|                                   | Parti communiste                  | 14 566  | 6,80  | 5      | 2             |
|                                   | Parti national du peuple allemand | 13 596  | 6,35  | 4      | 6             |
|                                   | Parti polonais                    | 4 358   | 2,04  | 1      | 1             |
|                                   | Liste polonaise Docteur Moczynski | 2 385   | 1,11  | 1      |               |
|                                   | Autres                            | 2 674   | 1,25  | 0      | en stagnation |
|                                   |                                   |         |       |        |               |
| Votes valides                     | Votes valides                     | 214 128 | 99,44 |        |               |
| Votes blancs et nuls              | Votes blancs et nuls              | 1 213   | 0,56  |        |               |
| Total                             | Total                             | 215 341 | 100   | 72     | en stagnation |
| Abstentions                       | Abstentions                       | 18 501  | 7,91  |        |               |
| Nombre d'inscrits / participation | Nombre d'inscrits / participation | 233 842 | 92,09 |        |               |